# Cessna O-2 Skymaster
Cessna O-2 Skymaster (vzdevka  "Oscar Deuce" ali "The Duck" - raca) je vojaška verzija letala Cessna 337. O-2 ima visokonameščena krila in t. i. twin boom konfiguracijo. Poganjata ga dva protibatna bencinska motorja, sprednji je v konfiguraciji vlačilec, zadnji pa v potisnik. Letalo se lahko tudi oboroži s strojnicami, raketami in bombami. 
O-2 je bil zasnovan kot naslednik enomotornega O-1 Bird Dog.  

## Specifikacije (O-2)
Splošne karakteristike
- Posadka: 2 - pilot in opazovalec
- Dolžina: 29,75 ft (9,07 m)
- Razpon kril: 38,17 ft (11,63 m)
- Višina: 9,17 ft (2,79 m)
- Površina kril: 202,5 ft² (18,8 m²)
- Teža praznega letala: 2848 lb (1292 kg)
- Naložena teža: 5400 lb (2448 kg)
- Pogon letala: 2 ×  6-valjni protibatni bencinski motor Continental IO-360C, 210 KM (157 kW)  vsak

 Zmogljivost 
- Maks. hitrost: 200 mph (322 km/h)
- Doseg: 1325 milj (2132 km) combat
- Višina leta: 18000 ft (5490 m)
- Hitrost vzpenjanja: 1180 ft/min (6 m/s)

Oborožitev

- Strelno orožje: Minigun strojnica[1]
- Nosilci za orožje: 4 nosilci
- Rakete: Izstreljevalec raket LAU-59/A in MA-2/A
- Bombe: SUU-14/A kasetna bomba